# L'albero della vita (film 1957)
L'albero della vita è un film in costume del 1957 di Edward Dmytryk. È tratto dal romanzo Raintree County di Ross Lockridge Jr. (1948).

## Trama
Raintree County (contea immaginaria dell'Indiana), 1862. John, giovane poeta, fidanzato con la dolce Nell Gaither, durante una festa conosce un'altra ragazza, Susan Drake, di cui si innamora appassionatamente. Il fidanzamento viene rotto e la nuova coppia decide di sposarsi al più presto, anche perché la giovane è rimasta incinta. Scoppia la guerra di secessione e John è costretto a partire per il fronte; nel frattempo Susan partorisce un bimbo, Jim, ma il suo stato mentale è turbato da crisi depressive che ne compromettono seriamente l'equilibrio. Al suo ritorno a casa John la ritrova infatti in condizioni drammatiche; una sera, durante l'ennesima crisi di nervi, Susan abbandona la famiglia e fugge alla ricerca dell'"albero della vita" morendo poi nella palude. Il figlio, che l'ha inseguita invano, viene fortunatamente ritrovato dal padre e da Nell la mattina seguente. John e il suo bambino vivranno accanto a Nell, che non aveva mai cessato di amare John.

## Riprese
Montgomery Clift, nel corso della lavorazione di questa pellicola, rimase vittima di un incidente stradale in cui riportò gravi ferite al volto, tra cui la frattura della mandibola, che mutarono la bellezza e l'espressività dei suoi lineamenti.
Il film fu girato in Technicolor nel formato panoramico chiamato MGM Camera 65 usato anche nel film Ben Hur di William Wyler nel 1959.

## Produzione
Anche se il film al botteghino incassò più di sei milioni di dollari, cifra notevole per l'epoca, ne era costati altrettanti anche a causa del protrarsi delle riprese in seguito al serio incidente stradale occorso all'attore Montgomery Clift.

## Colonna sonora
Il tema omonimo dell'opera, composto da Paul Francis Webster è cantato da Nat King Cole.

## Riconoscimenti
- 1958 – Premio Oscar
  - Candidatura per la miglior attrice protagonista a Elizabeth Taylor
  - Candidatura per la migliore scenografia a William A. Horning, Urie McCleary, Edwin B. Willis e Hugh Hunt
  - Candidatura per i migliori costumi a Walter Plunkett
  - Candidatura per la migliore colonna sonora a Johnny Green
- 1958 – Golden Globe
  - Candidatura per il miglior attore non protagonista a Nigel Patrick
- 1958 – Laurel Awards
  - Miglior interpretazione drammatica a Elizabeth Taylor
  - Candidatura per il miglior attore non protagonista a Lee Marvin
  - Candidatura per la miglior attrice non protagonista ad Agnes Moorehead
  - Candidatura per la migliore colonna sonora a Johnny Green